# أنفاق الكرمل
أنفاق الكرمل (بالعبرية: מִנְהָרוֹת הַכַּרְמֶל مِنْهَرُوتْ هَكَرْمِلْ) أو الطريق السريع 23 هي طريق ذات رسوم باتجاهين تمر أسفل سلسلة جبال الكرمل من خلال نفقين في حيفا في إسرائيل. افتتحت الطريق أمام حركة السيارات في 1 ديسمبر 2010.

## تعريفة الطريق
| السنة | نوع التعريفة   | نوع المركبة | نوع المركبة | نوع المركبة     | نوع المركبة     |
| ----- | -------------- | ----------- | ----------- | --------------- | --------------- |
| السنة | نوع التعريفة   | خاصة        | خاصة        | شحن خفيف / ثقيل | شحن خفيف / ثقيل |
| السنة | نوع التعريفة   | نفق واحد    | نفقين       | نفق واحد        | نفقين           |
| 2021  | للمشتركين      | 8 ش.ج       | 16.10 ش.ج   | 49.70 ش.ج       | 99.50 ش.ج       |
| 2021  | لغير المشتركين | 9.90 ش.ج    | 19.80 ش.ج   | 49.70 ش.ج       | 99.50 ش.ج       |

## المسار
| كيلومتر                               | اسم المفترق          | اسم المفترق | مكان       | يتقاطع مع               |
| ------------------------------------- | -------------------- | ----------- | ---------- | ----------------------- |
| الطريق السريع 23 (من الغرب إلى الشرق) |                      |             |            |                         |
| 0                                     | مُبدل الطُرق جنوب حيفا |             | حيفا       | شارع 2، شارع 4          |
| 0.5                                   | كشك رسوم عبور        |             | حيفا       | في كلا الاتجاهين        |
| 0.8                                   | نفق                  |             | حيفا       | مسارين – بطول 3,200 متر |
| 4                                     | مُبدل الطُرق روبين     |             | نفيه شأنان | شارع روبين، جادة غولان  |
| 4.2                                   | نفق                  |             | نفيه شأنان | مسارين – بطول 1,650 متر |
| 6.5                                   | كشك رسوم عبور        |             | تشيك بوست  | في كلا الاتجاهين        |
| 6.75                                  | مُبدل الطُرق هكريوت    |             | تشيك بوست  | شارع 4، شارع 752        |
| 7.85                                  | مُبدل الطُرق مفو كرمل  |             | حيفا       | شارع 22                 |